# 塔什雷克河
塔什雷克河（羅馬化：Tashlyk）是烏克蘭的河流，位於該國中部，流經基洛夫格勒州，屬於黑塔什雷克河的支流，河道全長33公里，流域面積447平方公里。